# Le Gâvre
Le Gâvre (bretonisch: Ar C’havr) ist eine französische Gemeinde mit 1.880 Einwohnern (Stand: 1. Januar 2022) im Département Loire-Atlantique in der Region Pays de la Loire. Sie gehört zum Arrondissement Châteaubriant-Ancenis und zum Kanton Blain. Die Einwohner werden Gâvrais und Gâvraises genannt.

## Geographie
Le Gâvre liegt rund 50 Kilometer nordwestlich von Nantes. Das Gemeindegebiet wird vom Fluss Perche durchquert, der hier auch den See Étang de Clegreuc bildet. Nachbargemeinden von Le Gâvre sind Guémené-Penfao im Norden, Vay im Osten und Nordosten, Blain im Süden, Guenrouet im Westen und Südwesten sowie Plessé im Westen.

## Bevölkerungsentwicklung
| 1962 | 1968 | 1975 | 1982 | 1990 | 1999 | 2006 | 2017 |
| ---- | ---- | ---- | ---- | ---- | ---- | ---- | ---- |
| 911  | 861  | 825  | 892  | 995  | 945  | 1256 | 1796 |

## Sehenswürdigkeiten
- Kirche Notre-Dame, ursprünglich als herzögliche Kapelle 1226 errichtet, umgebaut im 15. Jahrhundert, im 20. Jahrhundert Restaurierungsarbeiten, Dachstuhl seit 1926 als Monument historique eingeschrieben
- Kapelle Sainte-Madeleine, ursprünglich wohl als Siechenhaus um 1160 errichtet, im 15. Jahrhundert umgebaut
- Domäne La Genestrie
- Haus Benoist, heutiges Museum, 1648 erbaut
- Haus Le Pont-Quenil aus dem 17. Jahrhundert

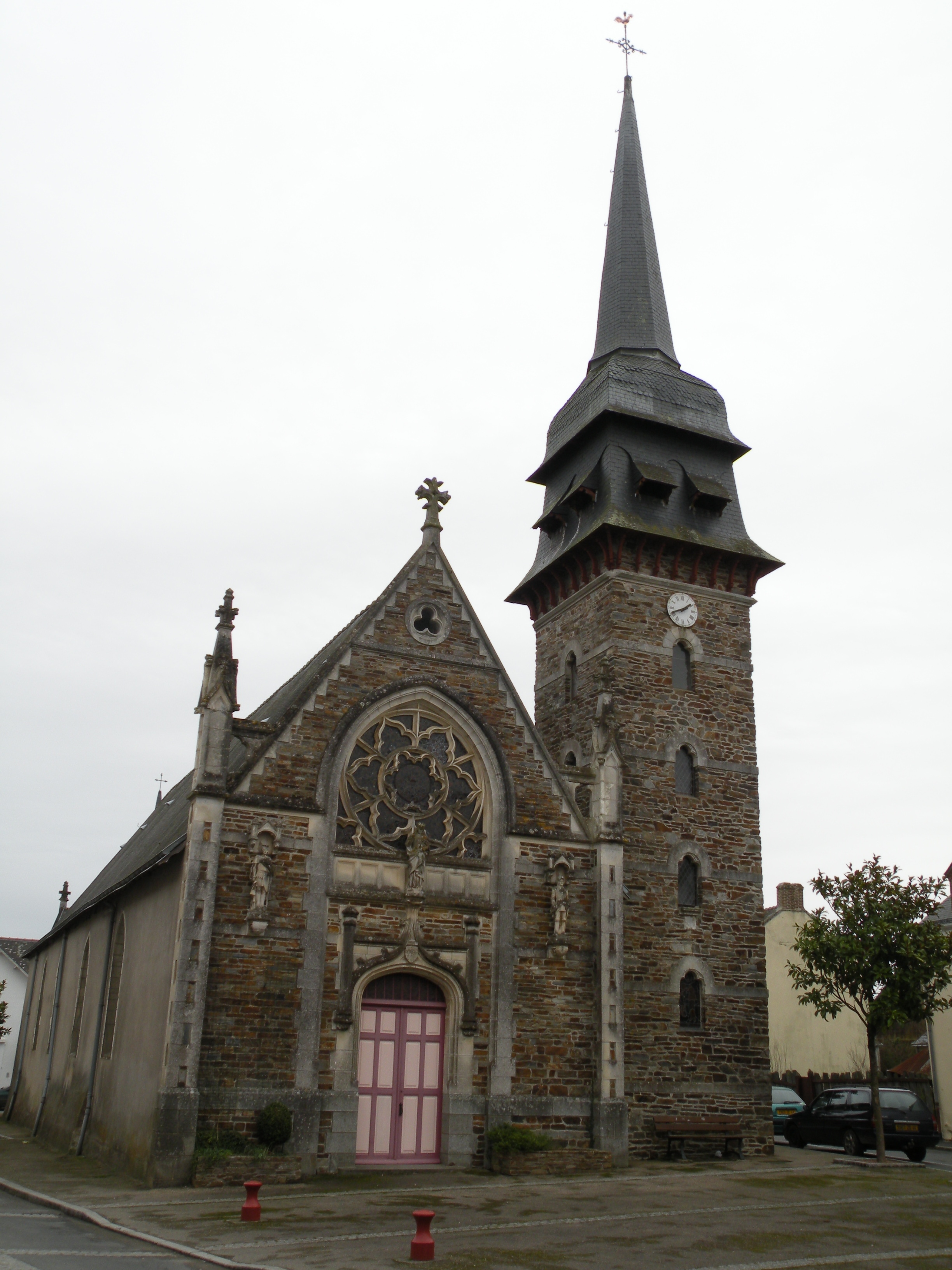
Kirche Notre-Dame
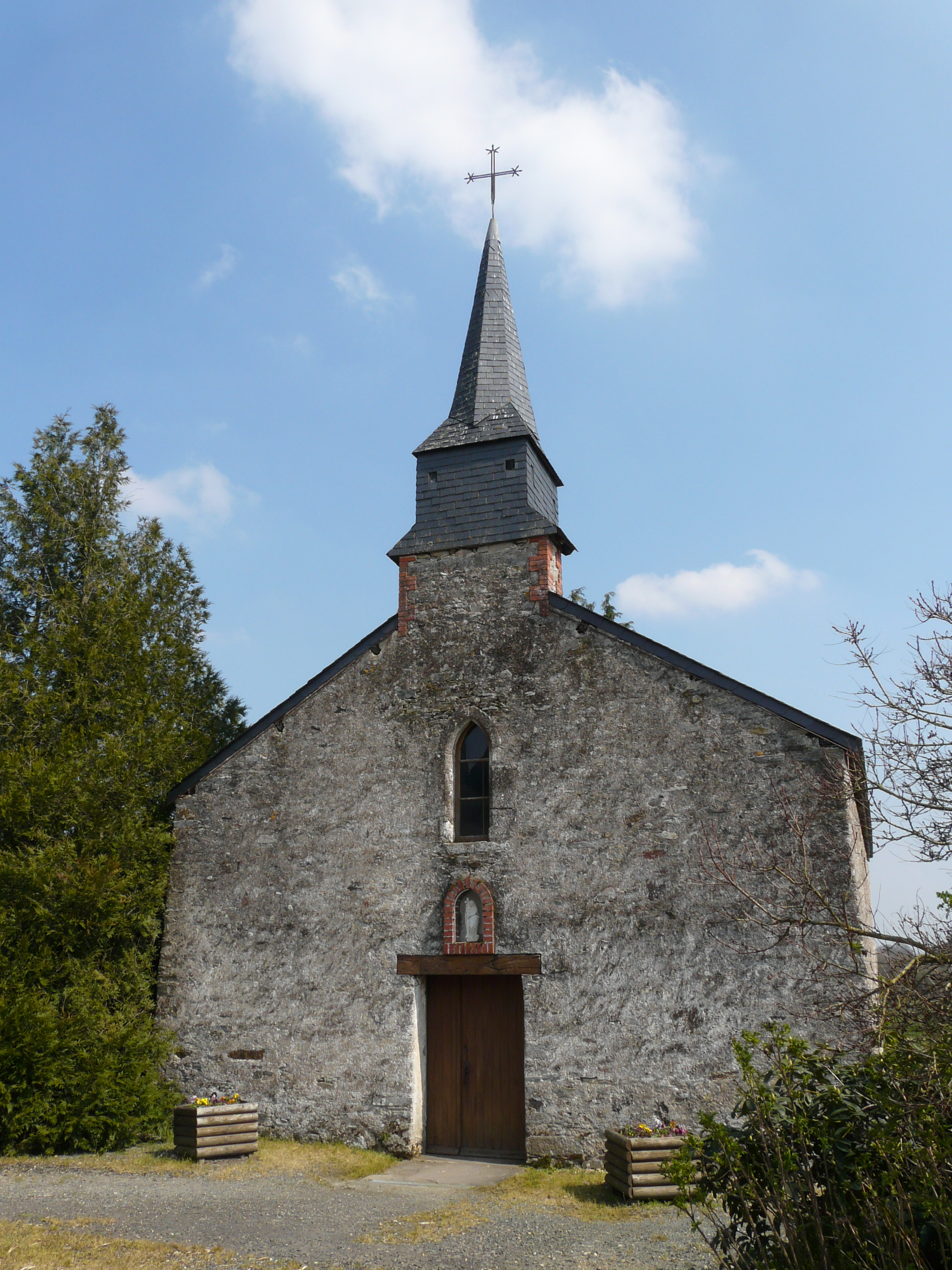
Kapelle Sainte-Madeleine
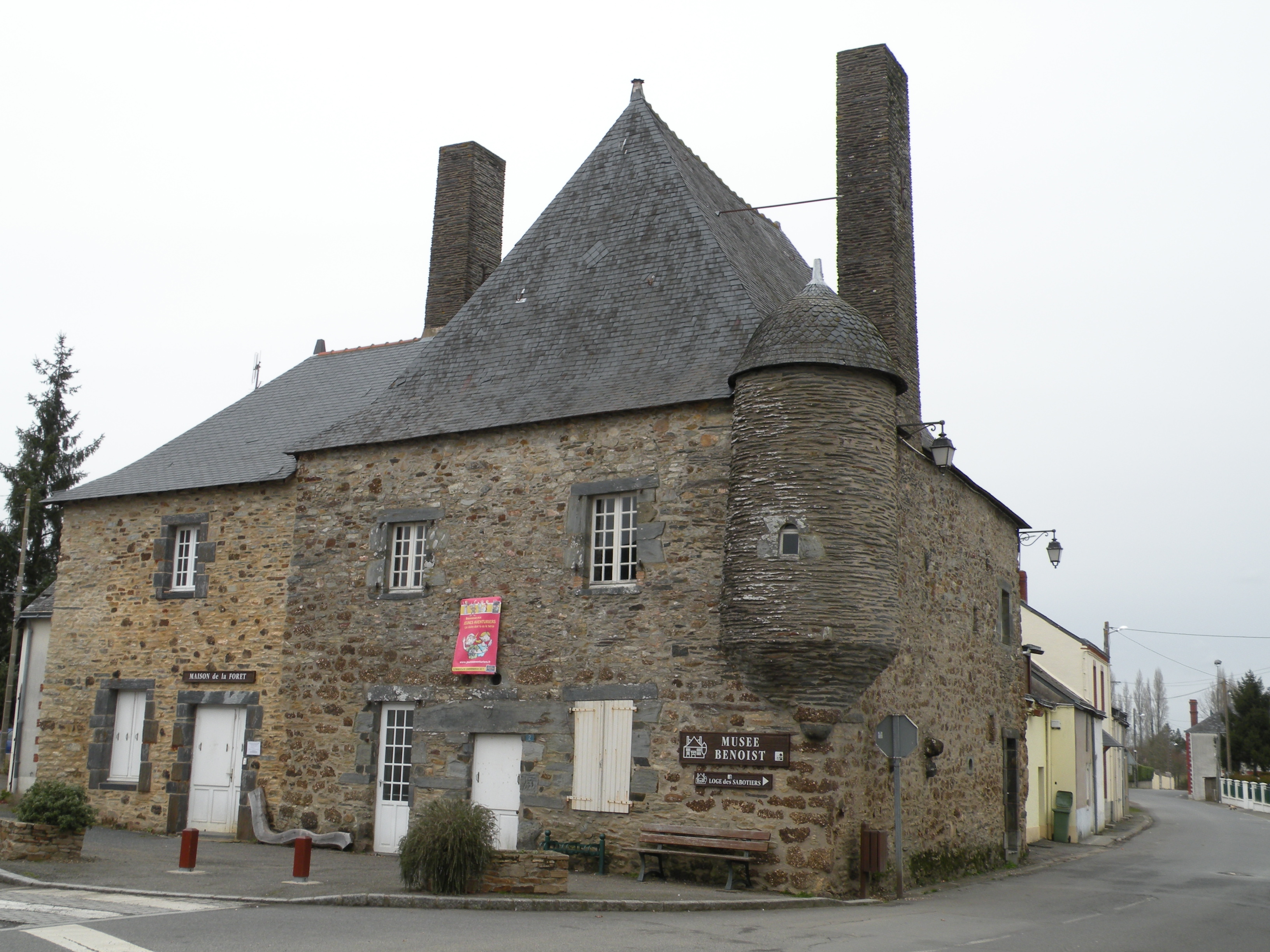
Haus Benoist (heutiges Museum)